# Жути камен
Жути камен на торлашки косовско-моравски говор е връх в Проклетия, Косово. На книжовен език е Жълт камък. Със своите 2522 m надморска височина е един от най-високите в района. Северно от него е Руговската клисура.
На изток от Жути камен е Копраник, а под самия връх се намира едноименното езеро.